# إستيار
استیار هي قرية في مقاطعة تبريز، إيران. عدد سكان هذه القرية هو 508 في سنة 2006.